# Guillem Vives
Guillem Vives Torrent (Barcelona, España,  16 de junio de 1993) es un jugador de baloncesto español. Con 1.92 metros de estatura, juega en la posición de base en el Club Joventut Badalona de la Liga ACB.

## Trayectoria deportiva

### Formación
Formado en las categorías inferiores del UE Claret de Barcelona, en categoría mini entra a formar parte de la cantera del Club Joventut de Badalona.

### Joventut de Badalona
En la temporada 2013-14, temporada que parecía iba a ser para él de aprendizaje, pues partía como segundo base después de Albert Oliver, el fichaje del veterano base egarense por el CB Gran Canaria hace que asuma responsabilidades desde el primer partido y respondiendo a la confianza otorgada por Salva Maldonado sorprendiendo con su juego, madurez y buenos números. En el tercer partido de la temporada incluso llega a coquetear con el triple doble.

### Valencia Basket
Después de una buena temporada en La Penya, en julio de 2014 ficha por el Valencia Basket por 3 temporadas.

### Joventut de Badalona
Tras siete temporadas en Valencia, en julio de 2021 regresa al Joventut de Badalona, firmando un contrato de dos temporadas más otra opcional.

## Selección nacional
Fue convocado por el seleccionador Sergio Scariolo para disputar el EuroBasket 2015 en septiembre de 2015. Pese a disputar pocos minutos se proclama campeón de Europa con el combinado español el 20 de septiembre al derrotar en la final a la Selección de baloncesto de Lituania por 80-63.
En 2017 vuelve a ser elegido por Sergio Scariolo para ir al EuroBasket donde esta vez la selección española queda en el tercer lugar logrando la medalla de bronce.